# 尤尼蒂鎮區 (伊利諾伊州皮亞特縣)
尤尼蒂鎮區（英語：Unity Township）是位於美國伊利諾伊州皮亞特縣的一個行政鎮區。

## 地方資料
根據2010年美國人口普查的數據，尤尼蒂鎮區的面積為124.60平方千米，當中陸地面積為124.60平方千米，而水域面積為0.00平方千米。當地共有人口1371人，而人口密度為每平方千米11人。